# Estnische EU-Ratspräsidentschaft 2017
Die estnische Ratspräsidentschaft bezeichnet den Vorsitz der Republik Estland im Ministerrat der EU für die zweite Jahreshälfte 2017. Ursprünglich erst ein halbes Jahr später (für die erste Jahreshälfte 2018) geplant, wurde sie nach einem Beschluss der EU-Mitglieder um sechs Monate vorgezogen, weil das Vereinigte Königreich im Zuge seines geplanten EU-Austritts auf die Durchführung der Ratspräsidentschaft verzichtete. Estland bildet ein Trio mit Bulgarien und Österreich. Es ist der erste Ratsvorsitz des 2004 der EU beigetretenen Landes, es folgt damit auf die Präsidentschaft des Inselstaates Malta.
Am 30. Januar 2014 verabschiedete die estnische Regierung ein Aktionsprogramm zur Vorbereitung auf die EU-Ratspräsidentschaft. Obwohl die Östliche Partnerschaft zu den Prioritäten der estnischen EU-Ratspräsidentschaft zählt, wird deren Gipfeltreffen voraussichtlich November 2017 in Brüssel stattfinden.

## Prioritäten der estnischen EU-Ratspräsidentschaft
Schwerpunkte der estnischen Ratspräsidentschaft sollen werden:
- Europäischer Binnenmarkt
- Digitaler Binnenmarkt
- Energieunion
- Östliche Partnerschaft
- E-Government und Informationsgesellschaft

In diesem Zusammenhang werden Sicherheitsfragen in den kommenden 18 Monaten einen zentralen Schwerpunkt der Arbeit der Trio-Ratspräsidentschaft bilden. In dem am 2. Juni 2017 vorgestellten Arbeitsprogramm haben dies Estland, Bulgarien und Österreich erklärt. Ziel ist auch eine bessere Zusammenarbeit in Strafsachen und im Kampf gegen Korruption und Extremismus. E-Justice und andere technische Einrichtungen sollen für eine stärkere Kooperation der Gerichte und rechtlicher Berufe weiter verstärkt werden und die Errichtung der Europäischen Staatsanwaltschaft weiter unterstützt werden. Das Thema Migration soll weiter verfolgt und die Zusammenarbeit mit Drittstaaten verstärkt werden.

## Logo
Am 7. April 2017 präsentierte die estnische Staatskanzlei offiziell das Logo der estnischen EU-Ratspräsidentschaft. Das Logo der EU-Ratspräsidentschaft Estlands wurde, wie auch 2016 für die Slowakei und 2017 für Malta, im Weg einer öffentlichen Ausschreibung gefunden. Die Siegerin der Ausschreibung im kreativen Wettbewerb für die Entwicklung des Corporate Designs: 100 Jahre Estland und für die EU-Ratspräsidentschaft wurde die Identity Ltd. in Tallinn.
Beim Logo der estnischen Ratspräsidentschaft 2017 handelt es sich in der Grundform um ein Obelus-Symbol {\displaystyle \div }, ein Geteiltzeichen. Der Doppelpunkt kann dabei gleichfarbig sein, oder aber der untere Punkt in einer anderen Farbe oder mit einem Bild hinterlegt werden. Der waagrechte Strich wird durch die Domain: EU2017.EE gebildet, der ebenfalls gleichfarbig mit dem oberen Punkt oder in der Farbe des unteren Punktes oder mit dem dort verwendeten Bild hinterlegt sein kann. Das Logo soll den Slogan „Einheit durch Balance“ ausdrücken (estn.: Ühtsus tasakaalu kaudu,  engl.: Unity through Balance).

## Partner
Partner der Ratspräsidentschaft waren BMW, Mercedes-Benz, Tallink, Microsoft, Dunker, Viksel Studio, Milrem, Guardtime, Kalev, DSV, Tere und RGB.